# 루키우스 볼루시우스 마이키아누스

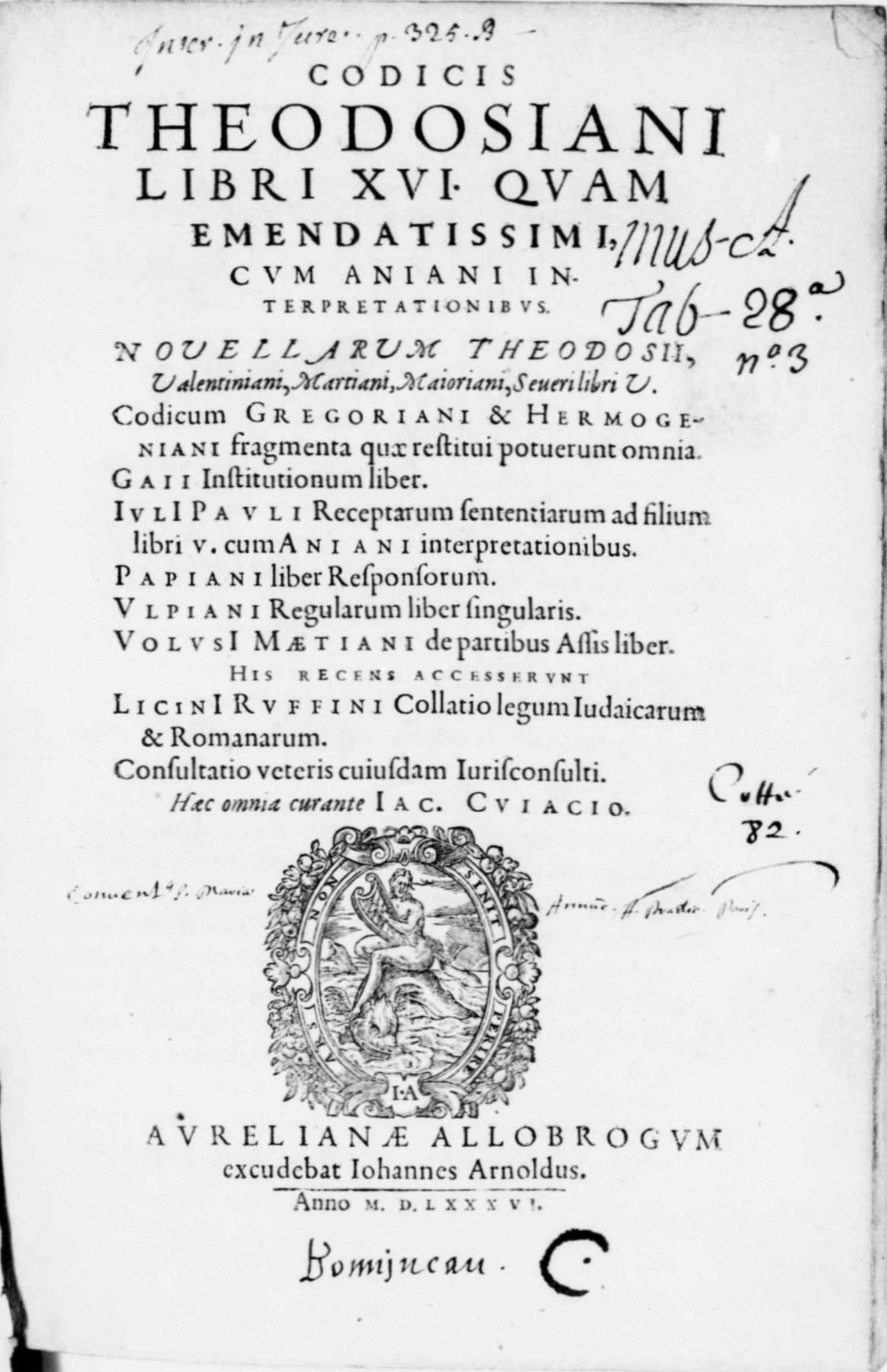
루키우스 볼루시우스 마이키아누스의 테오도시아누스 법전 1586년판

루키우스 볼루시우스 마이키아누스 (Lucius Volusius Maecianus, 110년경 – 175년)는 로마 시대의 법학자로, 로마 황제 안토니누스 피우스에게 법적 문제에 대해 조언을 했으며, 또한 그의 아들이자 미래의 황제인 마르쿠스 아우렐리우스에게 제자로서 가르침을 주기도 했다. 본래 기사 계급이었던, 마이키아누스는 여러 공직들을 겪었고 경력의 전성기 때는 161년 아이깁투스의 프라이펙투스로 임명된 것이었는데, 당시에 마르쿠스 아우렐리우스가 그를 로마 원로원에 참여할 수 있는 프라이토르 계급 (inter praetorios)으로 선정하였다. 마이키아누스는 서기 166년경으로 추정되는 시기의 '눈디니움' 기간 보좌 집정관이었다.
마이키아누스를 콜로니아의 수호신으로서 기리기 위해 오스티아에 서워진 비문에서 그의 이력이 '기사 계급'에서 시작했음을 알 수 있었다. 이 비문은 그가 제1 아일리아 클라시카의 지휘관이자, 기사 계급의 '트레스 밀리티아이'에서 두 번째 계급에 해당하는 '프라이펙투스 파브룸'이었음을 확인해주었다. 다음 주요 보직은 안토니누스 피우스 시기의 한직이었던 '프라이펙투스 베히쿨로룸'(prefectus vehiculorum, 우체국 국장). 앤서니 벌리에 따르면, 이 직위는 마에키아누스가 "로마에 머물면서 법률 문제에 대한 조언을 제공할 수 있도록 하기 위함이었고, 마르쿠스 아우렐리우스가 언급하길 피우스가 기꺼이 의견을 경청했던 전문가들 중 한 사람이었다".라고 하였다. 로마에서 그가 맡았던 직위에서는 '아 스투디스'(a studiis), '아 리벨리스'(a libellis, '아브 에피스툴리스'로도 알려짐), '아 켄시부스'(a censibus) 등이 있었다.
이 시점에서 마이키아누스는 고위 기사계급 직위로 승진했다. 가장 처음으로는 수도 도시 로마의 곡물 공급을 주관하는 '프라이펙투스 안노나이'이었다. 다음은 161년의 아이깁투스 총독직이었으며, 아이깁투스는 기사 계급이 관리하는 가장 큰 속주이었다. 마키아누스가 원로원으로 들어가게 된 이후 마르쿠스 안나이우스 시리아쿠스가 그 뒤를 이었다.
원로원으로 올라온 후, 마르쿠스 아우렐리우스는 마키아누스를 '아이라리움 사투르니'에 임명했는데, 이에 대해 벌리가 설명하길 황제는 "이 걸출한 법 전문가이자, 옛 스승을 그의 옆에 둘 수 있게 되었다"라고 한다. 마키아누스의 보좌 집정관 직위는 몇 년 뒤에 이뤄졌다.

## 저서
마이키아누스는 16권으로 이뤄진 신탁금 ('Fideicommissum'), '공공 재판' (Judicia publica), 해양 업무에 관련한 로도스 해법에 대한 단행본의 저자였다. 수적 구분, 도량형에 관한 그의 논문 ('Assis distributio')은 마지막 부분을 제외하고 남아 있다. 에밀 제켈과 B. 클뤼블러의 편집판이, 에밀 후슈케의 'Jurisprudentiae anteiustinianae reliquias, vol. 1 (1908)에서 일부로서 공개되었다.

## 참고 문헌
- Astarita, Maria Laura (1983). 《Avidio Cassio》 (이탈리아어). Ed. di Storia e Letteratura. ASIN B0000ECRQV.

| 공직                            | 공직                  | 공직                                |
| ------------------------------- | --------------------- | ----------------------------------- |
| 이전 티투스 푸리우스 빅토리누스 | 아이깁투스 총독 161년 | 이후 마르쿠스 안나이우스 시리아쿠스 |